# Ласло Регі
Ласло Регі (угор. Régi László, 13 травня 1911 — 1987) — угорський футболіст, що грав на позиції воротаря.
Виступав у складі клубу БСКРТ, з яким у 1934 році став фіналістом Кубка Угорщини. У зв'язку з участю збірної Угорщини у чемпіонаті світу, в тому розіграші провідні команди країни грали аматорськими складами. Завдяки цьому до фіналу дістались клуби з нижчих дивізіонів: «Шорошкар» і БСКРТ. У три-матчевій дуелі переміг «Шорошкар» (2:2, 1:1, 2:0)
У складі аматорської збірної Угорщини учасник Олімпійських ігор 1936 року, де представляв клуб БСКРТ. Угорці в першому ж раунді поступились з рахунком 0:3 збірній Польщі, у складі якої грали основні гравці збірної.
Також у складі аматорської збірної зіграв два матчі у 1937 році.

## Досягнення
- Фіналіст Кубка Угорщини: 1934